# Aphaenogaster occidentalis
Aphaenogaster occidentalis é uma espécie de inseto do gênero Aphaenogaster, pertencente à família Formicidae.